# Bouloc, Haute-Garonne
Bouloc là một xã thuộc tỉnh Haute-Garonne trong vùng Occitanie ở tây nam nước Pháp. Xã nằm ở khu vực có độ cao trung bình 196 mét trên mực nước biển.

## Nhà thờ "Notre Dame"

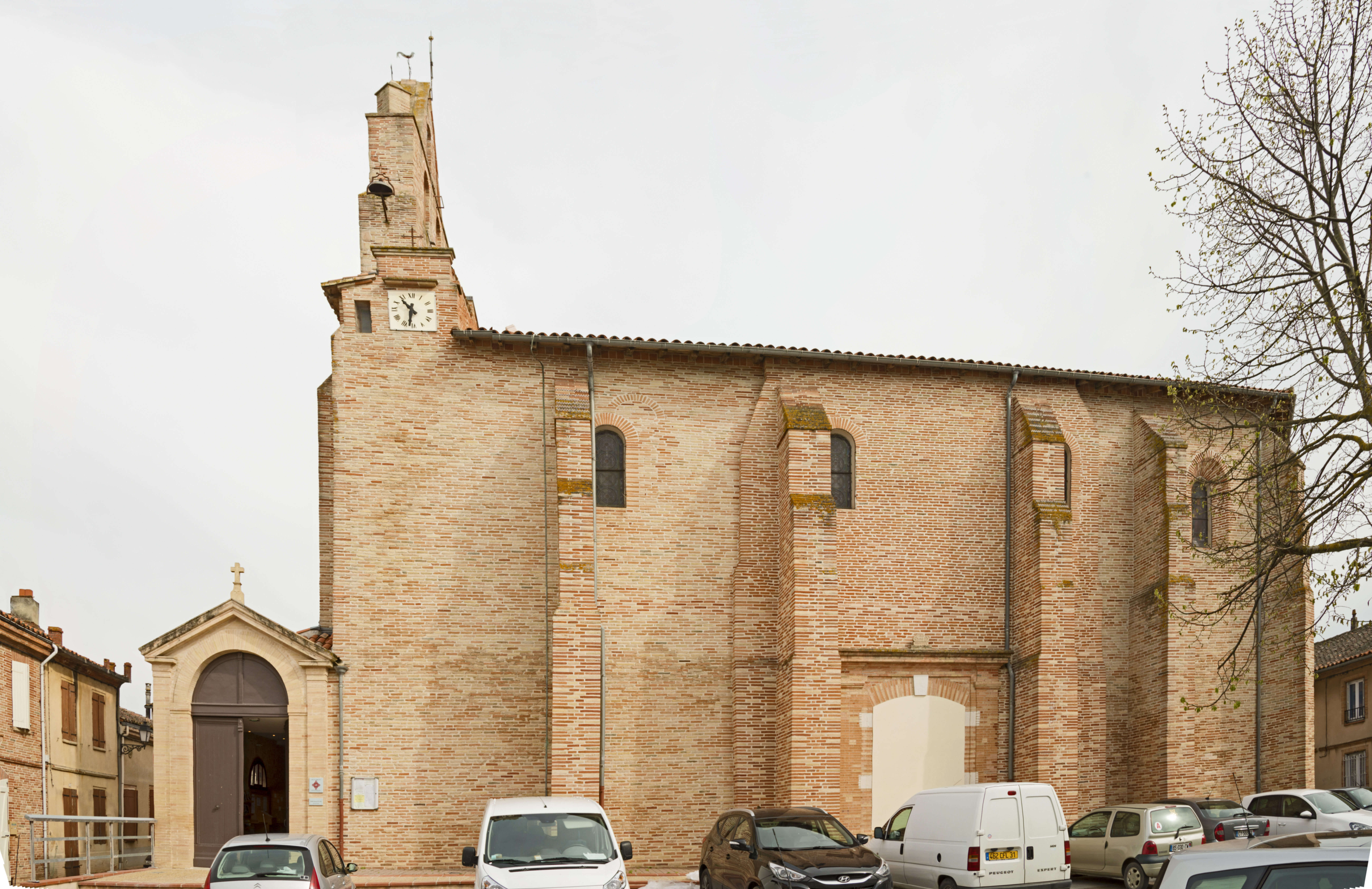
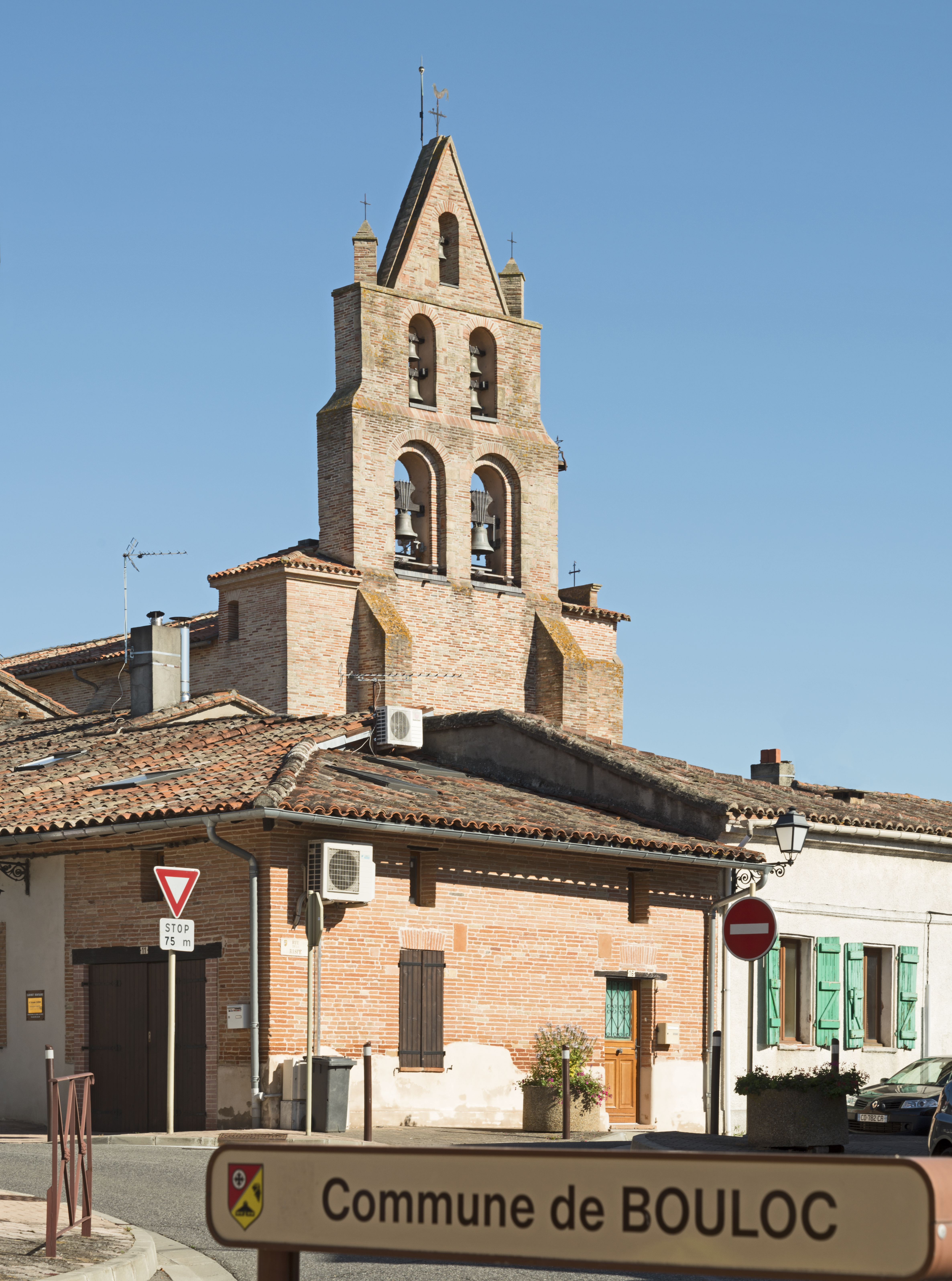
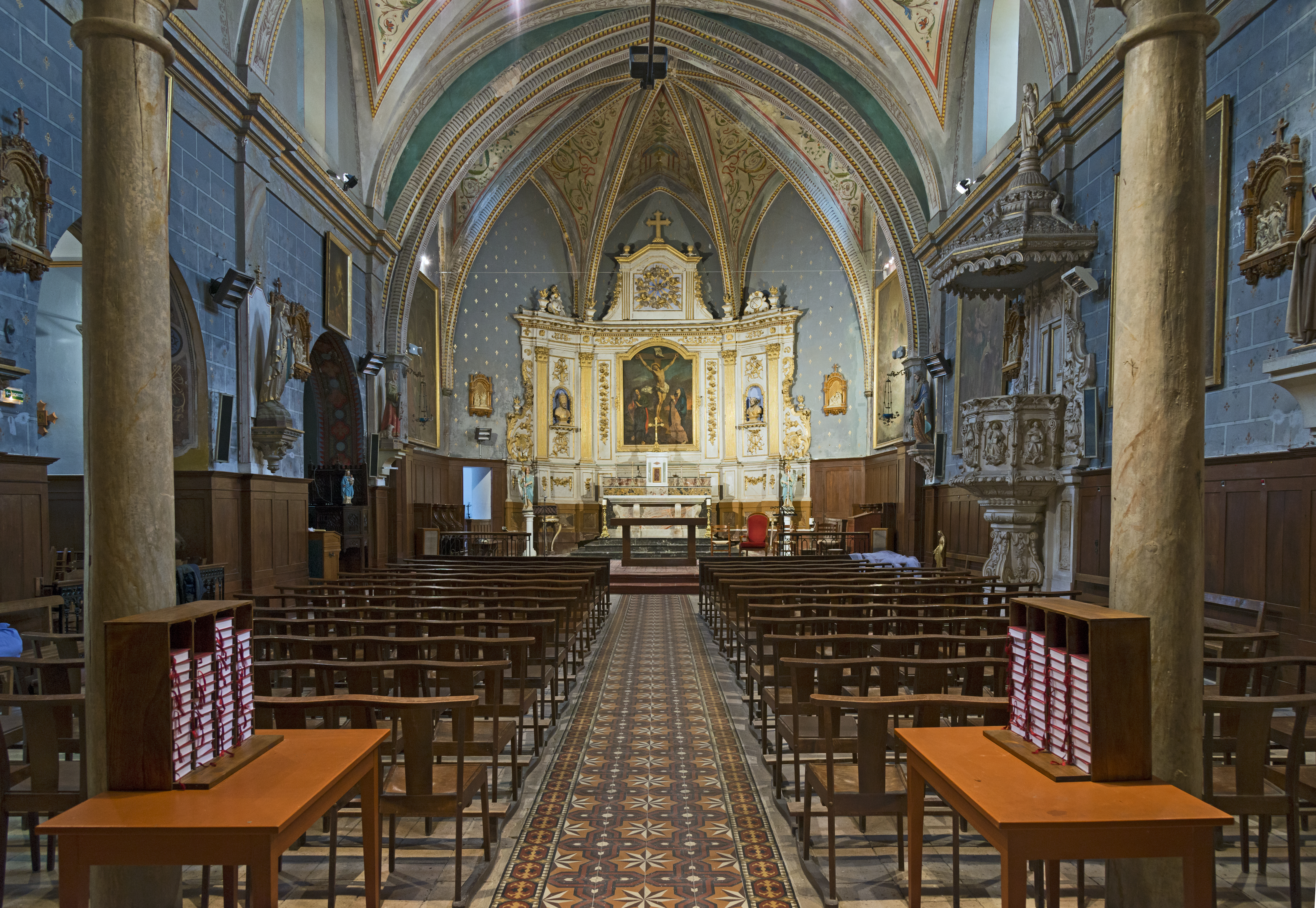
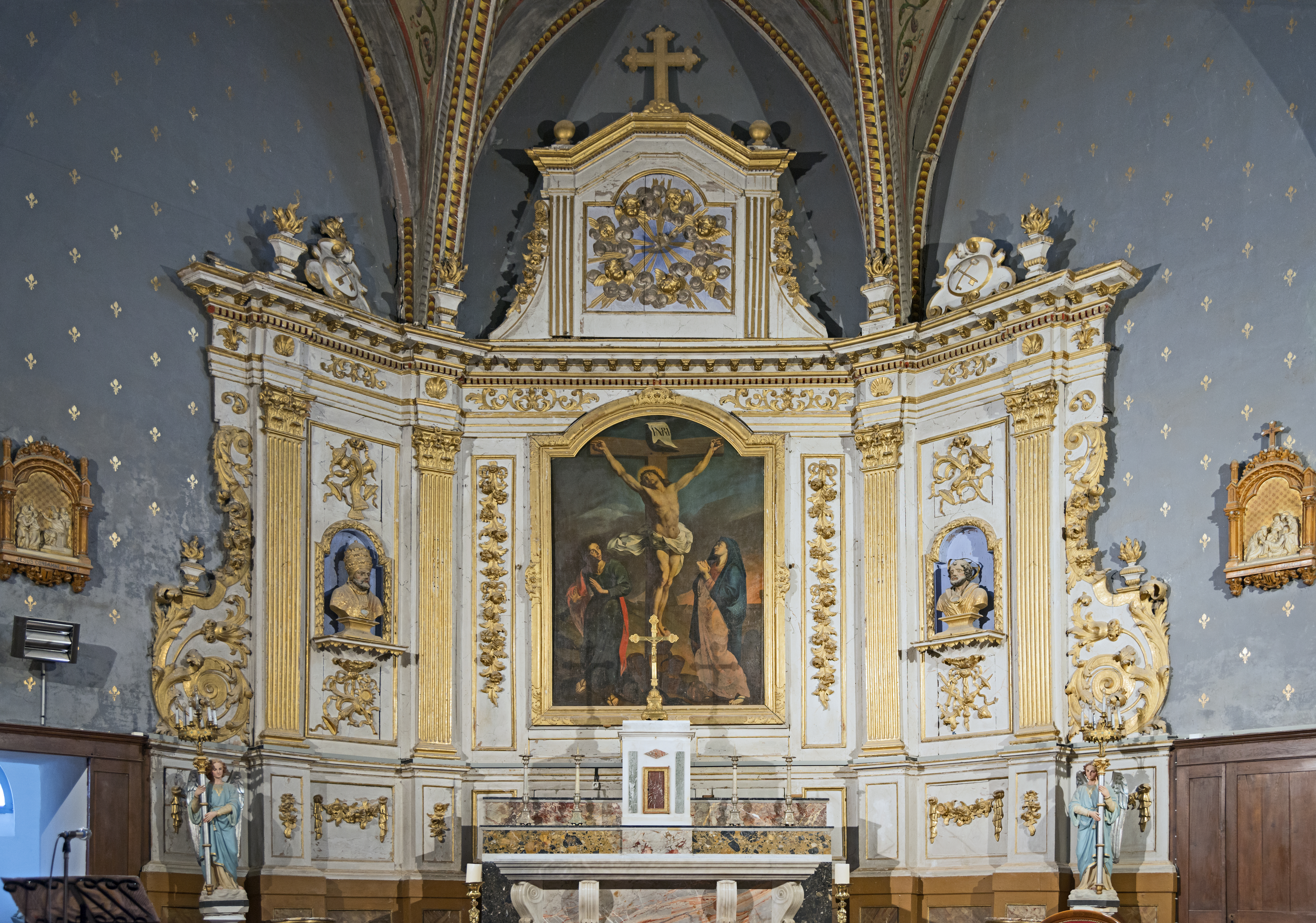
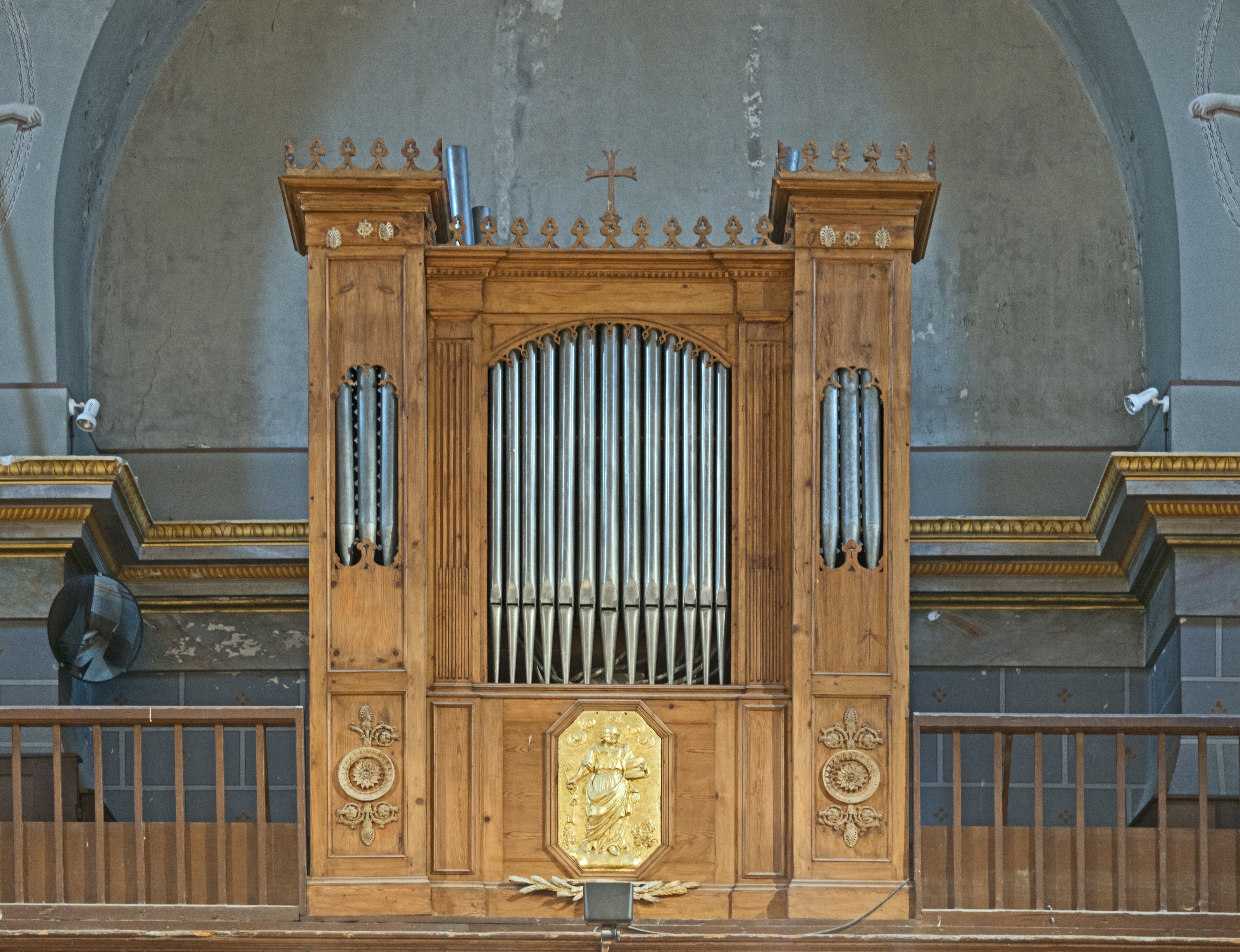
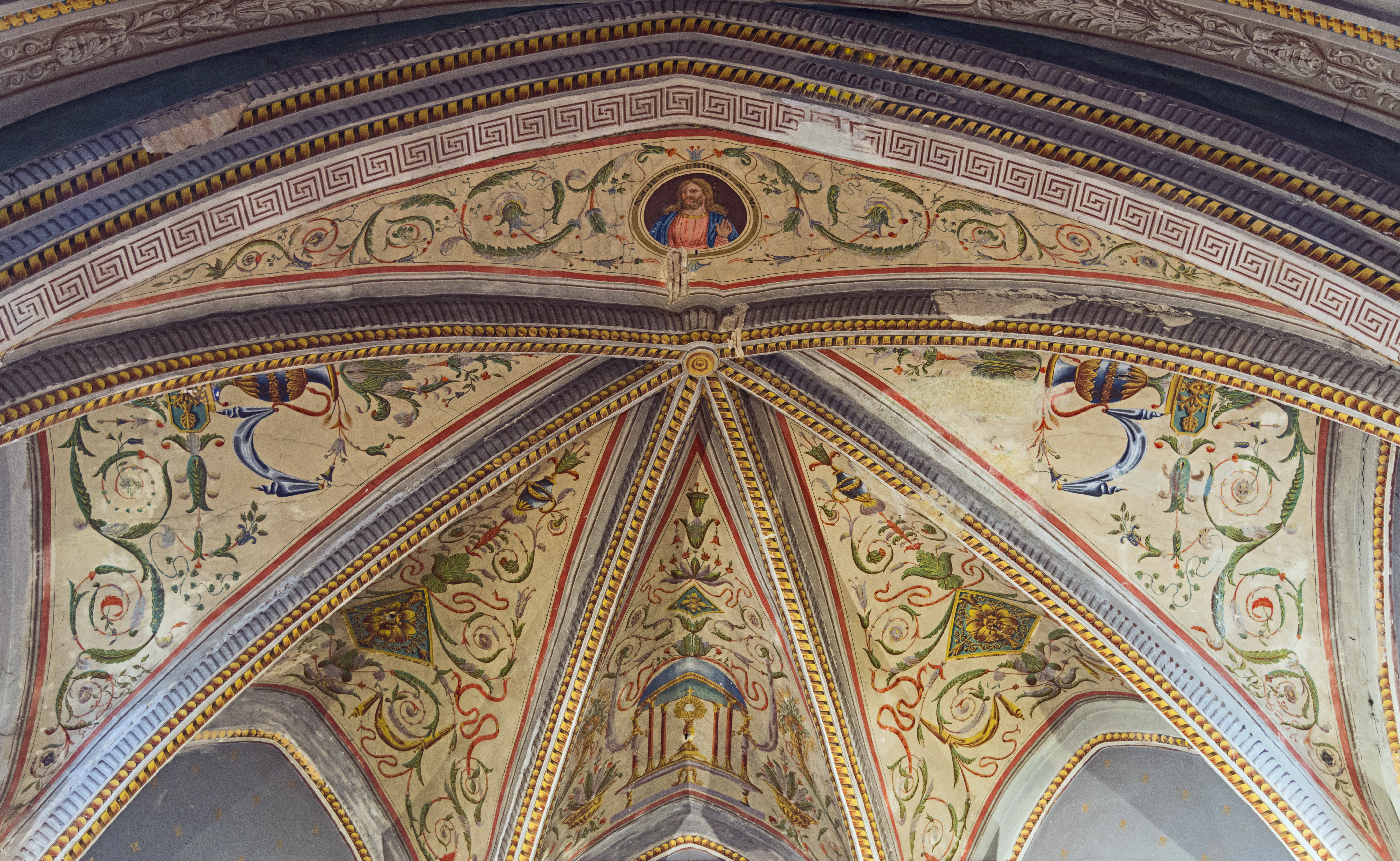